# شكاري (بولندا)
شكاري (بالبولندية: Szklary) هي قرية تقع في جيمينا زومبكوفيتسه شلونسكه ضمن مقاطعة زومبكوفيتسه شلونسكه، في محافظة سيليزيا السفلى جنوب غرب بولندا.

## الموقع الجغرافي
تقع القرية على بُعد حوالي 8 كيلومترات إلى الشمال من مدينة زومبكوفيتسه شلونسكه، و55 كيلومترًا إلى الجنوب من العاصمة الإقليمية فروتسواف.